# Чэнь Чуньсянь
Чэнь Чунься́нь (кит. упр. 陈春先, пиньинь Chén Chūnxiān), (1934 — 11.08.2004) — китайский физик, член Академии наук КНР, известен как создатель технологического центра Чжунгуаньцунь, китайского аналога Силиконовой долины.

## Биография
Чэнь Чуньсянь родился в провинции Сычуань в 1934 г. Его отец был профессором, доктором ветеринарной медицины, и с детства привил сыну интерес к науке.
С 1953 по 1958 г. Чэнь Чуньсянь обучался в СССР на Физическом факультете МГУ. После получения диплома вернулся в КНР. Свою исследовательскую карьеру он начал в Институте физики Китайской академии наук, расположенном в районе Чжунгуаньцунь на севере Пекина. Вначале он занимался исследованиями полимерных полупроводников. С 1963 по 1965 г. возглавлял лабораторию по исследованию высокоэнергетических лазеров. После 1965 г. занялся исследованиями термоядерного синтеза в Институте технической физики.
В период Культурной революции Чэнь Чуньсянь был обвинен в ревизионизме, но репрессиям подвергнут не был. С 1972 по 1974 г. он руководил созданием первого китайского токамака CT-6. На первом китайском национальном научном конгрессе в 1978 г. он был удостоен Национальной премии за вклад в научный и технический прогресс и стал самым молодым профессором в Китае.
В 1979 г. Чэнь Чуньсянь был отправлен в командировку в США, где посетил в том числе Силиконовую долину. Она произвела на него столь сильное впечатление, что после своего возвращения в КНР в 1980 г. он предложил создать подобный инновационный центр в Китае.
23 октября 1980 года Чэнь Чуньсянь основал в Чжунгуаньцуне первое в КНР негосударственное инновационное предприятие «Служба поддержки передовых технологий» (ATSD), которое занималось научно-техническим консалтингом. Несмотря на критику консерваторов, инициатива была поддержана ЦК компартии Китая. Примеру Чэнь Чуньсяна последовали многие его коллеги и к 1986 г. в Чжунгуаньцуне было уже около 100 подобных предприятий.
В 1987 г. Чэнь Чуньсянь занялся компьютерным бизнесом, в частности поставками компьютеров для учреждений Китайской академии наук. В 1996 г. он вложил 250 000 $ в разработку устройств звуковой сигнализации, однако вложения оказались неудачными и он стал банкротом.
Умер  Чэнь Чуньсянь 11 августа 2004 г. в скромной квартире в Пекине.